# Alfred Brink
Alfred Brink geboren als Alfred Paul Martin Frey (* 12. Oktober 1906 in Berlin-Lichtenberg; † 24. Oktober 1984 in Berlin-Zehlendorf) war ein deutscher Fußballspieler.

## Familie
Alfred Paul Martin Brink war der uneheliche Sohn der Schneiderin Aloisia Frey. Diese hat 1915 den Kaufmann Georg Janko Alfred Brink geheiratet, von dem er den Familiennamen angenommen hat. Die Schauspielerin Elga Brink war seine Schwester. Am 15. Februar 1936 hat er in Berlin-Wilmersdorf Ilse Hahn aus Cuxhaven geheiratet. Als Berufsbezeichnung hat er kaufmännischer Angestellter angegeben.

## Spielerkarriere

### Vereinskarriere
Der Berliner Mittelläufer spielte mehrere Jahre erfolgreich beim BFC Preussen. Nachdem er mit Preussen in der Spielzeit 1931/32 wiederholt nur einen Mittelfeldplatz erreicht hatte, wechselte Alfred Brink zu Hertha BSC, welche sich 1932 erstmals seit 1924 nicht für die Endrunde um die deutsche Meisterschaft qualifizieren konnte.
Bei der Alten Dame spielte sich Brink umgehend in die Stammelf und absolvierte 17 von 18 Partien, wobei lediglich Hanne Sobek und Alfred Stahr mehr Spiele bestritten. Am Saisonende konnte Brink mit seiner Mannschaft die Berliner Meisterschaft vor dem VfB Pankow feiern. Dadurch erreichte er erstmals die Endrunde um die deutsche Meisterschaft. Dort war allerdings der SV Hindenburg Allenstein bei der 1:4-Pleite in Ostpreußen eine Nummer zu groß. In der Folgesaison verfehlte Hertha mit einem alle Spiele bestreitenden Brink die Titelverteidigung hinter dem BFC Viktoria 1889. Auch in der Spielzeit 1934/35, welche mit dem Titelgewinn abgeschlossen wurde, absolvierte Ali Brink zusammen mit Stahr die meisten Einsätze bei Hertha. Die Endrunde um die deutsche Meisterschaft 1935 verlief aber sowohl für Brink, der nur eine von sechs Partien bestritt, als auch für seinen Verein, welcher hinter PSV Chemnitz in der Gruppenphase ausschied, enttäuschend. So hätte den Blau-Weißen in den letzten beiden Spielen ein Punkt gelangt, jedoch verlor man jeweils nach einer 1:0-Führung noch mit 1:2 gegen Chemnitz und Vorwärts-Rasensport Gleiwitz. Auch wenn Alfred Brink 1935/36 alle Partien bestritt, konnte er nicht verhindern, dass Hertha BSC mit einem Punkt Rückstand hinter Berliner SV 92 und SC Minerva 93 nur Ligadritter wurde. 1936/37 spielte Brink dann nur noch elf Partien, konnte sich aber trotzdem über die Qualifikation zur DM-Endrunde 1937 freuen. Dort absolvierte er die ersten drei Partien und erzielte sogar einen Treffer. Jedoch konnte er auch nicht verhindern, dass FC Schalke 04 und Werder Bremen sich vor Hertha platzierten.
Im Anschluss an die Saison beendete Alfred Brink seine aktive Karriere.

### Auswahlkarriere
Aufgrund seiner Leistungen nominierte ihn Reichstrainer Otto Nerz am 24. Mai 1931 für den Kader der deutschen Nationalmannschaft für das Länderspiel gegen Österreich. Jedoch wurde Brink bei der 0:6-Niederlage letztlich nicht eingesetzt.
Alfred Brink gehörte außerdem jahrelang zur Stadtauswahl Berlins, mit der er 1930 den Kampfspielpokal gewann.

## Erfolge
- Berlin-Brandenburgischer Meister: 1933
- Gaumeister Berlin-Brandenburg: 1935, 1937
- Kampfspielpokalsieger: 1930
- Berliner Pokalsieger: 1932